# Pedro II de Saboya
Pedro II de Saboya (1203 - 1268) Conde de Saboya (1263-1268). Es también conocido como el Pequeño Carlomagno.

## Guerra de los Barones
Pedro era el tío de la reina Leonor de Provenza, reina consorte de Enrique III de Inglaterra, y viajó con ella a Londres. Allí, el rey Enrique nombró a Pedro de Saboya conde de Richmond en 1241, aunque el título no aparece en ningún documento oficial, y cinco años más tarde, en 1246 el rey concedió a Pedro de Saboya el castillo de Pevensey. También le otorgó las tierras entre el Strand y el Támesis en donde Pedro construyó el Palacio de Saboya en 1263, que fue destruido durante la "rebelión de los campesinos" de 1381.
El 12 de abril de 1258, en un movimiento que condujo a la segunda guerra de los Barones, una pequeña alianza de los poderosos barones empezó la oposición de la estrategia militar de Enrique en Europa porque su “intromisión” costaba cantidades excesivas de dinero, cuando la nación se estaba recuperando de la “Peste negra”, que había dividido por dos la población. Con la falta de cosecha nacional y la política del rey estos barones juraron unirse en contra del rey. Sin embargo, Pedro de Saboya, permaneció del lado del rey. 

## Conde de Saboya
Cuando falleció su sobrino el conde Bonifacio de Saboya, en 1263, regresó a Saboya, donde fue reconocido su sucesor frente a su otro sobrino Tomás III de Piamonte
Ya anciano, murió sin hijos varones y fue sucedido por su hermano Felipe I de Saboya, conde palatino de Borgoña, antiguo arzobispo de Lyon, y no por su sobrino rival, así que el conflicto de la sucesión de Saboya continuó.

## Familia
En 1234 Pedro se casó con Inés de Faucigny y tuvieron una hija:
- Beatriz de Saboya (1235-21 de noviembre de 1310) se casó con Guigues VII, Delfín de Viennois; (2) con Gaston VII de Bearn.[2]